# Albatros C.X
L'Albatros C.X est un biplan biplace de reconnaissance et d'observation allemand de la Première Guerre mondiale.

## Pour succéder auC.VII
Début 1917 les ingénieurs Thielen et Schubert développèrent une version agrandie du C.VII destinée à recevoir le nouveau moteur Mercedes D IVa, un 6 cylindres en ligne de 260 ch. Le radiateur était plaqué sur l’extrados du plan supérieur, mais le C.X se distinguait aussi par l’apparition d’une alimentation en oxygène pour l’équipage et d’un équipement radio. Désigné Albatros L.25 par le constructeur, environ 300 exemplaires furent construits en 1917 et utilisés comme bombardiers légers, avions d’observation, et surtout comme avion de reconnaissance de jour et de nuit par la Luftstreitkräfte. L'avion a été construit par quatre sous-contractants, à savoir Albatros Werke G.m.b.H., Linke-Hofmann, Bayerische Flugzeug Werke et L.F.G. (Roland).

## Utilisé aussi enPologne
En 1918 l’armée polonaise récupéra 15 Albatros C.X en tout, ce seront 32 appareils de ce modèle qu'utilisera l'armée de l'air polonaise. Après révision dans les ateliers militaires de Poznań, ils furent affectés à la 12e escadrille de reconnaissance et participèrent en 1919/1920 au conflit russo-polonais. Affectés ensuite aux écoles, ils y restèrent en service jusqu’en 1923. En 1924 ces appareils furent modifiés à l’initiative du médecin du Troisième régiment aérien de Poznań en avions sanitaires,. L’armement et le poste de l’observateur étaient supprimés, le fuselage arrière étant modifié avec une porte d’accès à gauche, comprenant trois hublots circulaires, permettant le chargement de deux civières. Premiers avions sanitaires polonais, ces appareils étaient bien sûr stationnés à Poznań et participèrent à des manœuvres militaires.